# Brandon Whitney
Brandon Whitney, född 11 maj 1994 i Kentville, Nova Scotia, är en kanadensisk före detta professionell ishockeymålvakt.
Han har spelat 1 AHL-match för Hamilton Bulldogs säsongen 2014/2015.